# Tỉnh Pommern (1815–1945)
Tỉnh Pommern (tiếng Đức: Provinz Pommern, tiếng Ba Lan: Prowincja Pomorze) là một tỉnh của Phổ nằm ở Đồng bằng Bắc Đức được thành lập vào năm 1815 sau Đại hội Viên từ Công quốc Pomerania và phía đông bắc của Neumark. Tỉnh Pommern bao gồm Tây Pomerania và Đông Pomerania, nằm ở phía tây sông Oder. Thủ phủ của tỉnh Pommern là Stettin.
Sau khi Đức Quốc xã đầu hàng, các khu vực Pommerns phía đông Giới tuyến Oder–Neisse ngoại trừ các khu quân sự được đặt dưới sự quản lý của Cộng hòa Nhân dân Ba Lan bởi sự Chiếm đóng quân sự bởi Liên Xô vào năm 1945. Vào ngày 5 tháng 7 năm 1945, Chính phủ quân quản Liên Xô ở Đức đặt toàn bộ khu vực Stettin dưới sự quản lý của Ba Lan trong Hiệp ước biên giới Schweriner. Đồng minh phương Tây, những nước đã chiến đấu bên cạnh Liên Xô trong Khối Đồng Minh, đã chấp nhận hiện trạng theo Hiệp định Potsdam.

Phần lớn nhất của Tây Pomerania còn lại thuộc về Đức tạo thành phần phía đông của bang Mecklenburg-Vorpommern. Một phần nhỏ hơn của Tây Pomerania xung quanh thành phố Gartz nằm ở bang Brandenburg. Tây Pomerania, bao gồm các thành phố Stettin và Świnoujście trên Usedom, đảo Wollin và cái gọi là mũi Szczecin, nằm ở phía tây sông Oder, ban đầu là một phần của Tây Pomerania tạo thành phần lớn nhất của Tỉnh Zachodniopomorskie Ba Lan. Phần cực đông của Tây Pomerania nằm ở Pomorskie.

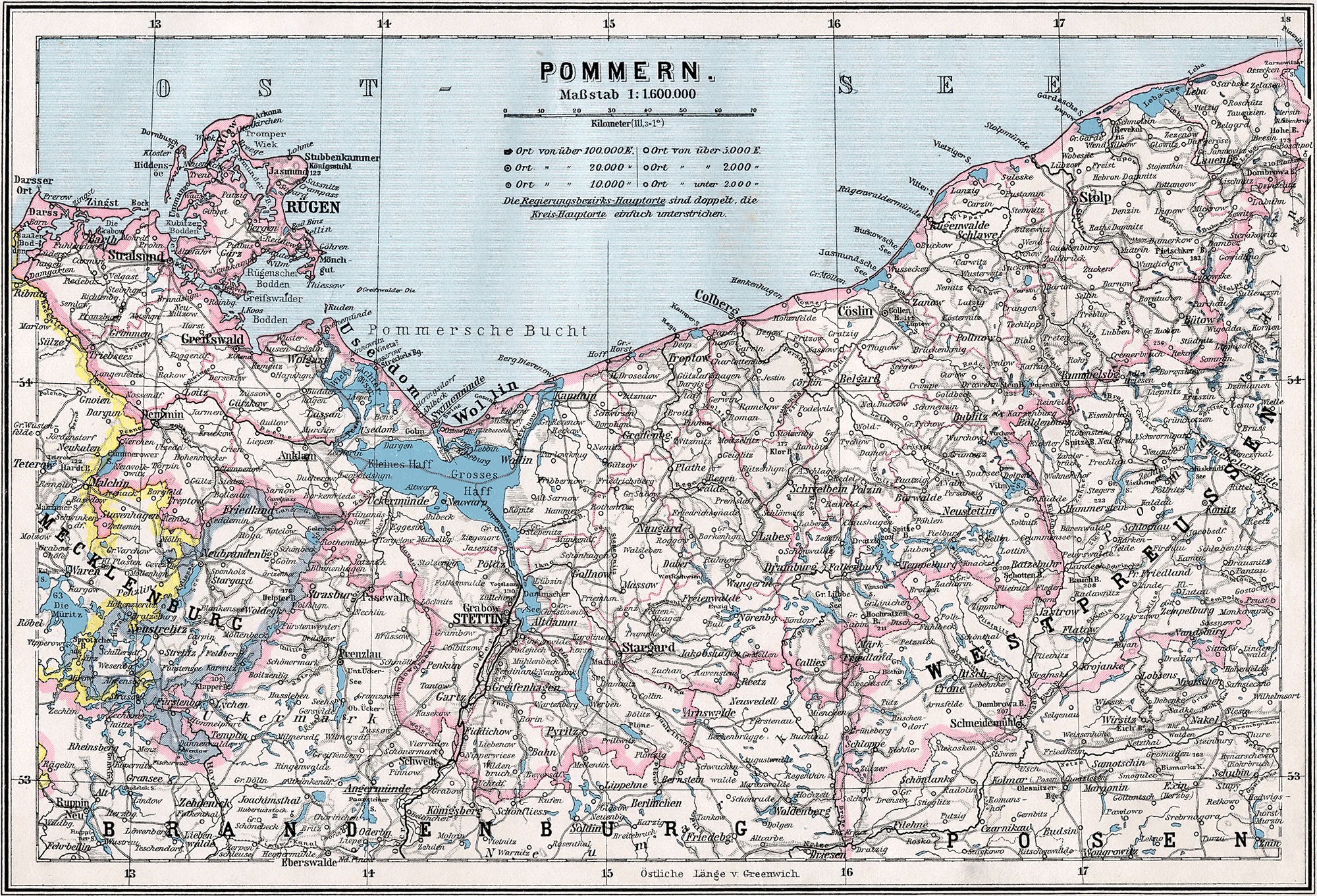
Tỉnh Pommern năm 1905

## Tên gọi
Cái tên Pommern xuất phát từ tiếng Slav, po more có nghĩa là "Vùng Đất ở biển".

## Tổng quan
Tỉnh này được thành lập từ tỉnh Pomerania cũ của Phổ, bao gồm Đông Pomerania, vùng phía nam Tây Pomerania và Pomerania thuộc Thụy Điển. Nó giống lãnh thổ của Công quốc Pomerania trước đây, sau Hòa ước Westfalen năm 1648 đã được phân chia giữa Brandenburg-Phổ và Thụy Điển. Mặc dù Tuyển hầu xứ Brandenburg Friedrich Wilhelm đã thành công trong việc chinh phục toàn bộ vùng Pomerania thuộc Thụy Điển vào năm 1678, nhưng dưới áp lực của Pháp, ông đã phải từ bỏ phần lớn các khu vực đã chinh phục được trong Hiệp ước Saint-Germain-en-Laye (1679). Sau khi kết thúc Đại chiến Bắc Âu (1700–1721), một phần Tây Pomerania ở phía nam sông Peene đã thuộc về Phổ. Trong quá trình phân chia lại lãnh thổ của châu Âu vào năm 1815, phần Tây Pomerania thuộc Thụy Điển bao gồm cả đảo Rügen cũng trở thành lãnh thổ của Phổ. Đồng thời, Pommern nhận được các các huyện Dramburg và Schivelbein cũng như phần phía bắc của huyện Arnswalde với thị trấn Ińsko thuộc Neumark, đã được sáp nhập vào tỉnh mới.
Lúc còn ở Vương quốc Phổ, tỉnh này chịu ảnh hưởng nặng nề từ những cải cách của Karl August von Hardenberg và Otto von Bismarck. Cách mạng công nghiệp chủ yếu ảnh hưởng đến khu vực Stettin và cơ sở hạ tầng, trong khi hầu hết tỉnh vẫn giữ được đặc điểm nông nghiệp và nông thôn.
Sau Thế chiến thứ nhất, nền dân chủ và quyền bầu cử của phụ nữ đã được đưa vào tỉnh. Sau khiWilhelm II thoái vị, nó là một phần của Cộng hòa Phổ Tự do. Tình hình kinh tế trở nên tồi tệ hơn do hậu quả của Thế chiến thứ nhất và suy thoái kinh tế toàn cầu.
Trong thời Cộng hòa Weimar Đảng Nhân dân Quốc gia Đức (DNVP) luôn là lực lượng mạnh nhất ở Pommern trong các cuộc bầu cử quốc hội cấp tỉnh cho đến năm 1929 và cuộc bầu cử Quốc hội Đức cho đến năm 1930. Điều này đạt được kết quả cao nhất trong Đế quốc (cuộc bầu cử Quốc hội Đức vào tháng 5 năm 1924: 49,5%). Tuy nhiên, từ năm 1930 trở đi nó đã thua nặng nề trước Đảng Quốc Xã. Trong cuộc bầu cử Quốc hội Đức vào tháng 3 năm 1933, Đảng Quốc Xã ở Pommern đã đạt được 56,3%, tỷ lệ phiếu bầu lớn thứ hai tại một khu vực bầu cử ở Đế quốc Đức sau Đông Phổ. Cùng với phiếu bầu của DNVP, 73,3% cử tri đủ điều kiện bỏ phiếu cho các đảng cực đoan cánh hữu - con số cao nhất tại một khu vực bầu cử.
Năm 1933, Đức Quốc Xã thiết lập một chế độ toàn trị, tập trung chính quyền tỉnh vào tay Gauleiter và thực hiện Gleichschaltung. Cuộc xâm lược Ba Lan của Đức vào năm 1939 được phát động một phần từ đất Pommern. Người Do Thái và Ba Lan bị nhà nước Đức xếp vào loại "hạ đẳng" trong chiến tranh và phải chịu sự đàn áp, lao động nô lệ và hành quyết. Những người phản đối bị bắt và hành quyết, những người Do Thái đến năm 1940 không di cư đều bị trục xuất đến Biệt khu Lublin. Bên cạnh các cuộc không kích được tiến hành từ năm 1943, Thế chiến thứ hai đã lan đến tỉnh này vào đầu năm 1945 với Chiến dịch Đông Pomerania và Chiến dịch Berlin, cả hai đều do Hồng quân Liên Xô phát động và giành chiến thắng. Việc sơ tán không kịp khiến người dân trở thành đối tượng của những vụ giết người, hãm hiếp trong chiến tranh và cướp bóc của những kẻ chiến thắng.
Khi chiến tranh kết thúc, Giới tuyến Oder–Neisse đã chia tỉnh này thành hai phần không bằng nhau. Từ tháng 3 năm 1945, lực lượng chiếm đóng của Liên Xô tạm thời bàn giao Đông Pomerania, bao gồm cả khu vực xung quanh Stettin, cho Cộng hòa Nhân dân Ba Lan quản lý. Trong thời gian tiếp theo, chính quyền Ba Lan ở Đông Pomerania, ngoại trừ các khu vực phi quân sự đã tiến hành trục xuất người dân địa phương một cách tàn bạo và phi lý. Khu vực này trên thực tế đã được sáp nhập về mặt hành chính vào Ba Lan, người Ba Lan sau đó định cư ở đó. Phần còn lại của Tây Pomerania trở thành một phần của Vùng chiếm đóng của Liên Xô ở Đức vào năm 1945. Vào đầu tháng 7 năm 1945, phần tự do của Tây Pomerania không nằm dưới sự kiểm soát của cộng sản đã trở thành một phần của bang Mecklenburg-Vorpommern mới thành lập của Đông Đức. Hiện tại, hầu hết lãnh thổ của tỉnh nằm trong tỉnh Zachodniopomorskie của Ba Lan, thành phố Szczecin là thủ phủ của tỉnh.

## Liên kết
- Tỉnh Pommern(tiếng Đức)
- Tỉnh Pommern (Huyện, Xã và Gutsbezirke) 1910(tiếng Đức)